# Ononis cintrana
Ononis cintrana är en ärtväxtart som beskrevs av Felix de Silva Avellar Brotero. Ononis cintrana ingår i släktet puktörnen, och familjen ärtväxter. Inga underarter finns listade i Catalogue of Life.